# Шкотовка
Шко́товка (до переименования в 1972 году — Цимухе) — река на Дальнем Востоке России, в Шкотовском районе Приморского края.
Река берёт начало на северо-западном склоне хребта Большой Воробей, расположенного в южной части горной системы Сихотэ-Алиня, течёт в южном направлении и впадает в бухту Муравьиная Уссурийского залива Японского моря, у посёлка Шкотово. Длина реки — 59 км, площадь водосборного бассейна — 714 км², падение реки — 760 м, средний уклон 12,9 %.
Река вскрывается в конце марта, последний лёд уходит в первой декаде апреля. Наиболее высокая температура воды 28,6 °C. Река замерзает в начале декабря. В верховьях образуются наледи.
Питание реки в основном дождевое, доля подземного питания в среднем около 18 %. На апрель-май приходится около трети годового стока.
Основные притоки: Воробьёвка (левый приток, длина 19 км, впадает у села Центральное) и Стеклянуха (правый приток, длина 23 км, впадает у села Стеклянуха).
Населённые пункты на реке, сверху вниз: сёла Новая Москва, Центральное, Новороссия, Стеклянуха, посёлок Шкотово.